# Múscul dilatador de la pupil·la
El múscul dilatador de la pupil·la (musculus dilatator pupillae), és un múscul llis de l'ull. Discorre radialment a l'iris i, per tant, s'ajusta com un dilatador.
El dilatador de la pupil·la consisteix en una disposició de cèl·lules contràctils modificades anomenades cèl·lules mioepiteliales. Aquestes cèl·lules són estimulades pel sistema nerviós simpàtic. Quan s'estimula el sistema nerviós simpàtic, es contrauen les cèl·lules es dilata la pupil·la i així fa possible que passi més llum a través de l'ull. La dilatació pupil·lar succeeix en dues situacions fonamentals: quan es produeixen canvis d'intensitat de llum, i quan modifiquem la nostra visió entre objectes distants i propers. L'acció antagonista va a càrrec del múscul constrictor de la pupil·la que estreny la pupil·la i permet menys entrada de llum a l'ull.

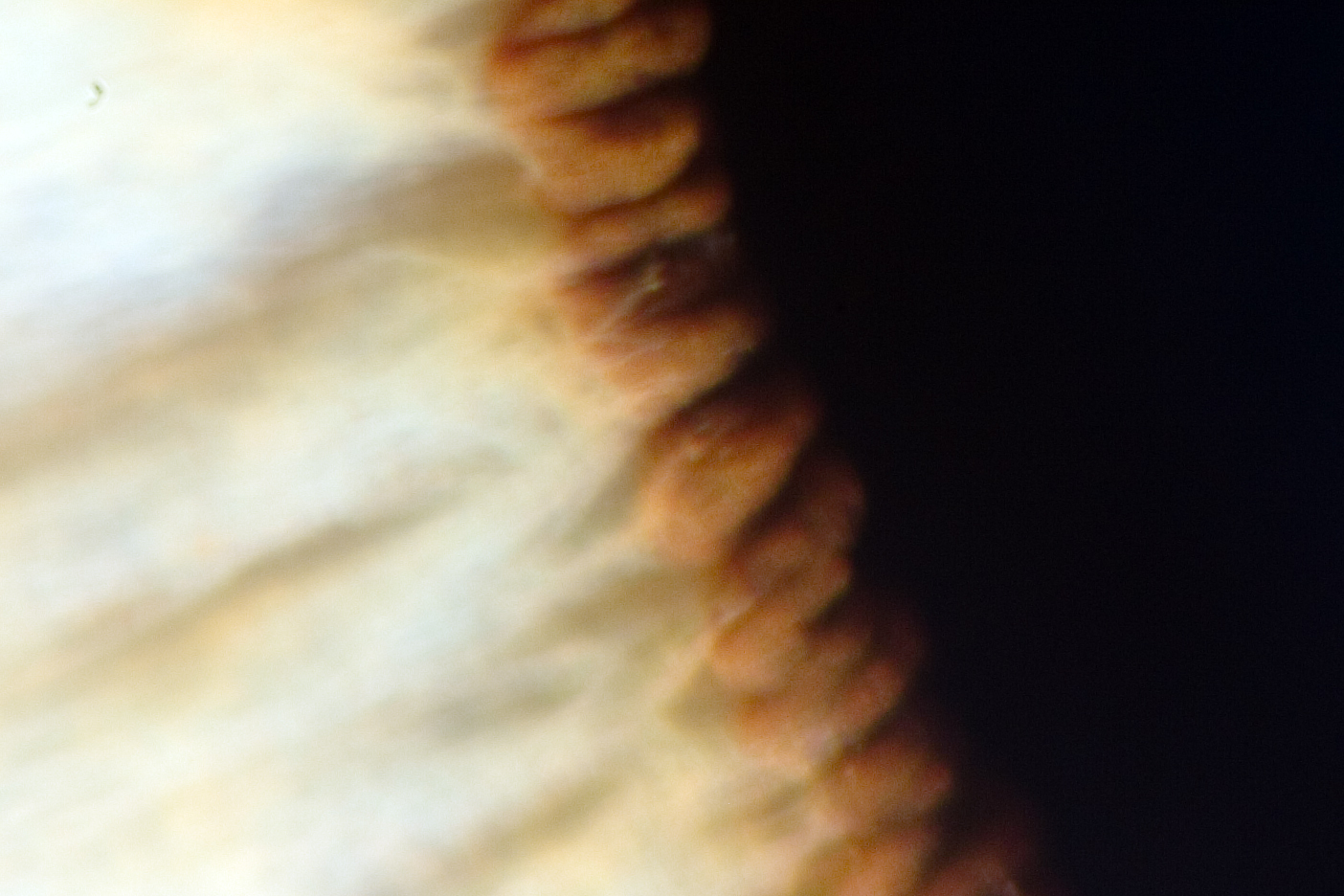
Les fibres musculars del dilatador de la pupil·la distribuïdes de manera radial a través de l'iris.

Té el seu origen en l'epiteli anterior. Està innervat pel sistema nerviós simpàtic, que actua mitjançant l'alliberament de noradrenalina, la qual actua sobre els receptors adrenèrgics α1. Quan es produeix algun tipus d'amenaça s'activa una resposta de lluita o fugida, i l'estímul nerviós contreu els músculs i dilata l'iris, de manera que fa possible que temporalment arribi més llum a la retina.